# سیمون گاوزی
سیمون گاوزی (فرانسوی: Simon Gauzy‎؛ زادهٔ ۲۵ اکتبر ۱۹۹۴) یک بازیکن تنیس روی میز فرانسوی است. او در بازی‌های المپیک تابستانی ۲۰۱۶ در رشته انفرادی مردان شرکت کرد که در دور سوم توسط کو لی حذف شد. او ۳ بار قهرمان ملی فرانسه در انفرادی است.
وی در مسابقات کشوری و بین‌المللی در مجموع برندهٔ ۳ مدال نقره، ۶ مدال برنز شده است.